# International Swimming League
International Swimming League (ISL) är en årlig internationell simliga som grundades 2019 och består av en grundserie och en final. Tävlingsformatet är lagbaserat och varje simtävling är en lagmatch där fyra lag tävlar om att vinna poäng (inte medaljer eller tider). Ligan består av fler än 300 av världens bästa kvinnliga och manliga simmare.
2019 simmades grundserien i oktober och november följd av en final i december med de fyra bästa lagen, två amerikanska och två europeiska, i Las Vegas. Vinnaren 2019 var det Parisbaserade laget Energy Standard, där bland andra Sarah Sjöström ingår.
2020 förkortades säsongen på grund av Coronapandemin och genomfördes på Duna Arena i Budapest mellan den 16 oktober och 22 november. Vinnaren 2020 var Kalifornienbaserade laget Cali Condors.
Simmare som tidigare straffats för dopingbrott är förbjudna från ISL.

## Tävlingsformat

### Säsong
Säsongen är uppdelad i en grundserie och en final. I grundserien tävlar 10 lag (säsongen 2020) om poäng i ett antal lagmatcher där fyra lag tävlar mot varandra i varje lagmatch. 
Poängen för en lagmatch fördelas efter följande princip: 
- 4 poäng för 1:a plats
- 3 poäng för 2:a plats
- 2 poäng för 3:e plats
- 1 poäng för 4:e plats

Efter alla lagmatcher går de fyra lagen med flest poäng till final där vinnaren av ligan utses.  
Varje lag får maximalt bestå av 32 simmare. Vid varje lagmatch får 28 av dessa tävla - tolv kvinnor och tolv män för individuella lopp, och ytterligare två kvinnor och två män för lagkapper. 

### Lagmatcher
En lagmatch genomförs under två dagar och består av fyra lag som tävlar mot varandra. Vinner gör det lag som efter matchen samlat ihop flest poäng. Under säsongen 2020 bestod en lagmatch av 39 lopp: 32 individuella lopp, 5 lagkapper och 2 skins-lopp. Varje lopp består av två simmare från varje lag. Poäng fördelas efter varje lopp på följande sätt: 
- 9 poäng för 1:a plats
- 7 poäng för 2:a plats
- 6 poäng för 3:e plats
- ...1 poäng för 8:e plats

Poäng tilldelas inte simmare som inte lyckas avsluta ett lopp. Poängen fördubblas för lagkapper. I skins-lopp fördelas poäng efter vart och ett av de tre heaten. Om två eller fler lag hamnar på samma antal poäng efter matchen genomförs ett extralopp, 4x50 medley mix. Vinnaren tilldelas den högre poängen. 

## Lag & regler
Säsongen 2019 bestod av totalt åtta lag, fyra från USA och fyra från Europa. Under 2020 lades ett lag till från Kanada och ett från Japan, vilket ökade det totala antalet lag till tio. 
| Lag                       | Stad                | Gick med            | General Manager       | Huvudtränare        |
| Americas Conference       | Americas Conference | Americas Conference | Americas Conference   | Americas Conference |
| ------------------------- | ------------------- | ------------------- | --------------------- | ------------------- |
| DC Trident                | Washington, DC      | 2019                | Kaitlin Sandeno       | Cyndi Gallagher     |
| LA Current                | Los Angeles         | 2019                | Lenny Krayzelburg     | David Marsh         |
| New York Breakers         | New York City       | 2019                | Tina Andrew           | Martin Truijens     |
| Cali Condors              | San Francisco       | 2019                | Jason Lezak           | Jonty Skinner       |
| Toronto Titans            | Toronto             | 2020                | Robert Kent           | Byron MacDonald     |
| European-Asian Conference |                     |                     |                       |                     |
| Energy Standard           | Paris               | 2019                | Jean-Francois Salessy | James Gibson        |
| London Roar               | London              | 2019                | Rob Woodhouse         | Mel Marshall        |
| Team Iron                 | Budapest            | 2019                | Dorina Szekeres       | Jozsef Nagy         |
| Aqua Centurions           | Rom                 | 2019                | Alessandra Guerra     | Matteo Giunta       |
| Tokyo Frog Kings          | Tokyo               | 2020                | Kosuke Kitajima       | Dave Salo           |

### Jackpot-tider[10]
Om en simmare eller ett lagkappslag vinner över en motståndare med större tidsmarginal än Jackpot-tiden, engelska Jackpot Time, tilldelas motståndarens poäng till vinnaren av loppet. 
| JACKPOT-TIDER 2020 | JACKPOT-TIDER 2020 | JACKPOT-TIDER 2020 | JACKPOT-TIDER 2020 | JACKPOT-TIDER 2020 |
| Kortbana (m)       | Kortbana (m)       | Kortbana (m)       | Kortbana (m)       | Kortbana (m)       |
|                    | Distans            | Herrar             |                    | Damer              |
| ------------------ | ------------------ | ------------------ | ------------------ | ------------------ |
| Frisim             | 50                 | 0,85               | 0,95               |                    |
| Frisim             | 100                | 1,80               | 2,05               |                    |
| Frisim             | 200                | 4,00               | 4,50               |                    |
| Frisim             | 400                | 8,50               | 9,40               |                    |
|                    |                    |                    |                    |                    |
| Ryggsim            | 50                 | 0,90               | 1,05               |                    |
| Ryggsim            | 100                | 2,00               | 2,20               |                    |
| Ryggsim            | 200                | 4,30               | 4,80               |                    |
|                    |                    |                    |                    |                    |
| Bröstsim           | 50                 | 1,05               | 1,15               |                    |
| Bröstsim           | 100                | 2,25               | 2,50               |                    |
| Bröstsim           | 200                | 5,00               | 5,40               |                    |
|                    |                    |                    |                    |                    |
| Fjärilsim          | 50                 | 0,90               | 1,05               |                    |
| Fjärilsim          | 100                | 2,00               | 2,20               |                    |
| Fjärilsim          | 200                | 4,40               | 4,80               |                    |
|                    |                    |                    |                    |                    |
| Medley             | 100                | 2,05               | 2,30               |                    |
| Medley             | 200                | 4,40               | 4,90               |                    |
| Medley             | 400                | 9,40               | 10,40              |                    |
|                    |                    |                    |                    |                    |
| Frisimslagkapp     | 4x100              | 9,00               | 10,00              |                    |
| Medleylagkapp      | 4x100              | 10,00              | 11,00              |                    |
| Mixlagkapp frisim  | 4x100              | 10,00              | 10,00              | 10,00              |

### Cut off-tider
Om en simmare eller ett lagkappslag simmar långsammare än cut off-tiden, engelska cut off time, får laget en minuspoäng för individuella lopp och två minuspoäng för lagkappslopp. Laget får fortfarande sina placeringspoäng. 
|                   | Distans | Herrar  |         | Damer   |
| ----------------- | ------- | ------- | ------- | ------- |
| Frisim            | 50      | 22,50   | 25,50   |         |
| Frisim            | 100     | 49,50   | 55,00   |         |
| Frisim            | 200     | 1.49,50 | 1.58,50 |         |
| Frisim            | 400     | 3.50,50 | 4.10,00 |         |
|                   |         |         |         |         |
| Ryggsim           | 50      | 25,00   | 28,50   |         |
| Ryggsim           | 100     | 54,00   | 1.01,00 |         |
| Ryggsim           | 200     | 1.58,00 | 2.11,00 |         |
|                   |         |         |         |         |
| Bröstsim          | 50      | 28,50   | 31,50   |         |
| Bröstsim          | 100     | 1.00,00 | 1.08,50 |         |
| Bröstsim          | 200     | 2.12,00 | 2.28,50 |         |
|                   |         |         |         |         |
| Fjärilsim         | 50      | 24,00   | 26,50   |         |
| Fjärilsim         | 100     | 53,00   | 58,50   |         |
| Fjärilsim         | 200     | 1.59,50 | 2.12,00 |         |
|                   |         |         |         |         |
| Medley            | 200     | 2.01,00 | 2.13,50 |         |
| Medley            | 400     | 4.19,00 | 4.46,50 |         |
|                   |         |         |         |         |
| Frisimslagkapp    | 4x100   | 3.17,00 | 3.39,00 |         |
| Medleylagkapp     | 4x100   | 3.35,50 | 4.02,00 |         |
| Mixlagkapp frisim | 4x100   | 3.28,00 | 3.28,00 | 3.28,00 |

### Straff
Om en simmare missar att delta i ett lopp eller blir diskvalificerad tilldelas hens poäng till vinnaren av loppet. Simmaren tilldelas även straffpoäng enligt tabellen: 
| Plats                   | DNS | DNF | DSQ |
| Poäng individuellt lopp | -4  | -2  | -2  |
| Poäng lagkapp           | -8  | -4  | -4  |
| ----------------------- | --- | --- | --- |

### MVP
En MVP, på engelska Most Valuable Player, utses efter varje lagmatch samt i slutet av ISL-säsongen.
Kriterierna för en MVP är det totala antal poäng som simmaren har samlat ihop för;
(1) Den enskilda lagmatchen.
(2) Hela säsongen.

### Skinslopp
Ett skinslopp är en utslagstävling bestående av en serie av 50-meterslopp efter varandra som startar var tredje minut. I den första omgången elimineras fyra av åtta simmare och i andra omgången elimineras ytterligare två simmare. I den tredje finalomgången tävlar kvarvarande två simmare om skinspoängen. 

## Resultat efter säsong
| Säsong | Rounds | Vinnare         | 2:a            | 3:a          | 4:a        |
| ------ | ------ | --------------- | -------------- | ------------ | ---------- |
| 2019   | 7      | Energy Standard | London Roar    | Cali Condors | LA Current |
| 2020   | 9      | Cali Condors    | Energistandard | London Roar  | LA Current |